# Strontianiet
Het mineraal strontianiet is een strontium-carbonaat met de chemische formule SrCO3.

## Eigenschappen
Het doorzichtig tot doorschijnend kleurloze, grijze, gelige of groenige strontianiet heeft een glasglans, een witte streepkleur en de splijting van het mineraal is goed volgens het kristalvlak [110]. Het kristalstelsel is orthorombisch. Strontianiet heeft een gemiddelde dichtheid van 3,78, de hardheid is 3,5 of 2,54 g/cm³ en het mineraal is niet of nauwelijks radioactief.

## Naamgeving
De naam van het mineraal strontianiet is afgeleid van de Schotse plaats Strontian, waar het mineraal voor het eerst beschreven werd en genoemd naar het element strontium.

## Voorkomen
Strontianiet is een mineraal dat wordt gevormd in pegmatieten en in kalksteen. De typelocatie is gelegen in Strontian, Schotland. Het wordt ook gevonden in Lime City, Wood County, Ohio, Verenigde Staten.

## Toepassing
Tussen ca. 1880 en 1900 werd strontianiet in o.a. Drensteinfurt en Ahlen in Duitsland gedolven en tegen hoge prijzen verhandeld. De stof werd in suikerfabrieken gebruikt om tijdens de raffinage de melasse van de suiker te scheiden. Rond 1900 verdween de vraag naar strontianiet, omdat een ander, beter werkend procédé was ontdekt.